# Carl Anders Neiglick
Carl Anders Neiglick, född 28 juli 1819 i Jönköping, död 9 februari 1893 i Uddevalla, var en svensk militär och politiker. Han var far till politikern Sixten Neiglick. 
Neiglick gjorde militär karriär vid Bohusläns regemente där han 1838 blev underlöjtnant, utsågs till kapten 1861, blev major 1862 och överstelöjtnant 1866. Han tog avsked från regementet och ur krigstjänst 1879. Han var ledamot i styrelsen för Göteborgs och Bohus läns brandstodsbolag och ledamot i direktionen för Uddevalla sjukhus. Han var även ordförande i styrelsen för Munkedals aktiebolag och brandchef i Uddevalla.
Som politiker var Neiglick kommunalordförande, landstingsman samt under en kort period riksdagsman som ledamot av riksdagens andra kammare under en del av andra lagtima riksdagen 1887, fram till 13 juni 1887 då valet förklarades upphävt. Han var invald i Tunge, Sörbygdens och Sotenäs häraders valkrets.